# Club Calcio Catania 1948-1949
Questa voce raccoglie le informazioni riguardanti il Club Calcio Catania nelle competizioni ufficiali della stagione 1948-1949.

## Stagione
Molte novità costellano il cammino verso l'esordio nella nuova Serie C. Nuovo il presidente nella persona dell'ingegner Giuseppe Barreca, nuova la sede in via Montesano 31, nei pressi di Piazza Spirito Santo. Altra svolta epocale, nell'ottobre 1948 si ottiene dal Comune la gestione in concessione dello stadio Cibali. Ulteriore ventata di aria nuova il rafforzamento della squadra, in panchina torna Giovanni Degni ben noto in riva allo Jonio per essere stato nell'ante-guerra sia calciatore che tecnico degli etnei. Nuovi il portiere Amedeo Rega, i terzini Oscar Messora e Bruno Zucchelli, in mediana arriva l'argentino Julio Hernández, con Ivo Tesi, Renato Cervati e Giuseppe Gaggiotti, gli interni Nicola Fusco e Ottorino Bossi, le ali Enzo Vornoli e Oliviero Zega.
Nella stagione 1948-1949 il Catania partecipa al girone D della Serie C, chiusa con 45 punti al primo posto in condominio con l'Avellino. Si rende necessario uno spareggio che si gioca a Milano il 29 giugno 1949, e gli irpini se lo aggiudicano (1-0) con una rete allo scadere del tempo. Successivamente l'Avellino viene declassato all'ultimo posto della classifica per un illecito sportivo nella partita Avellino-Stabia. Il Catania ottiene così la agognata promozione e ritrova dopo nove anni la Serie B.

## Rosa
| N. |                      | Ruolo | Calciatore         |
| -- | -------------------- | ----- | ------------------ |
|    | Italia (bandiera)    | C     | Michele Andreolo   |
|    | Italia (bandiera)    | C     | Faustino Ardesi    |
|    | Italia (bandiera)    | C     | Ottorino Bossi     |
|    | Italia (bandiera)    | A     | Arnaldo Cadei      |
|    | Italia (bandiera)    | D     | Gaetano Catacchio  |
|    | Italia (bandiera)    | C     | Remo Cavicchioli   |
|    | Italia (bandiera)    | C     | Renato Cervati     |
|    | Italia (bandiera)    | C     | Nicola Fusco       |
|    | Italia (bandiera)    | C     | Giuseppe Gaggiotti |
|    | Italia (bandiera)    | P     | Cesare Goffi       |
|    | Argentina (bandiera) | C     | Julio Hernández    |

| N. |                   | Ruolo | Calciatore        |
| -- | ----------------- | ----- | ----------------- |
|    | Italia (bandiera) | D     | Oscar Messora     |
|    | Italia (bandiera) | D     | Carlo Molon       |
|    | Italia (bandiera) | A     | Nicolò Nicolosi   |
|    | Italia (bandiera) | C     | Armando Perrone   |
|    | Italia (bandiera) | A     | Bruno Porcelli    |
|    | Italia (bandiera) | C     | Giovanni Prevosti |
|    | Italia (bandiera) | P     | Amedeo Rega       |
|    | Italia (bandiera) | C     | Ivo Tesi          |
|    | Italia (bandiera) | A     | Enzo Vornoli      |
|    | Italia (bandiera) | C     | Oliviero Zega     |
|    | Italia (bandiera) | D     | Bruno Zucchelli   |

## Risultati

### Serie C girone D

#### Girone di andata
| Arbitro: | Riolo (Palermo) |

|                            |           |  |
| Gaggiotti 52’ Porcelli 61’ | Marcatori |  |

| Arbitro: | Santarelli (Chieti) |

|                                |           |                        |
| Pierini 8’, 53’ Argentieri 75’ | Marcatori | 49’ Porcelli 78’ Fusco |

| Arbitro: | Occhinegro (Taranto) |

|                                    |           |  |
| Perrone 50’, 80’ Porcelli 65’, 75’ | Marcatori |  |

| Arbitro: | Marchese (Frattamaggiore) |

|            |           |            |
| Ragona 93’ | Marcatori | 5’ Vornoli |

| Arbitro: | Scalise (Roma) |

|  |           |                            |
|  | Marcatori | 38’, 47’ Zega 88’ Prevosti |

| Arbitro: | Casini (Palermo) |

|  |           |            |
|  | Marcatori | 30’ Morgia |

| Arbitro: | Lo Cascio (Palermo) |

|              |           |              |
| Prevosti 80’ | Marcatori | 27’ Pultrone |

| Arbitro: | Maurizi (Napoli) |

|                                                |           |               |
| Foscolo 27’, 46’ Cereseto 47’, 67’ Di Maso 86’ | Marcatori | 63’ Hernández |

| Arbitro: | Riolo (Palermo) |

|                     |           |                       |
| Bosio 23’ Rossi 25’ | Marcatori | 40’, 59’, 81’ Perrone |

| Arbitro: | Forti (Roma) |

|                    |           |  |
| Gaggiotti 43’, 82’ | Marcatori |  |

| Arbitro: | De Angelis (Salerno) |

|                              |           |  |
| Zanni 11’ (aut.) Vornoli 47’ | Marcatori |  |

| Arbitro: | Marangio (Lecce) |

|                         |           |                 |
| Renzi 13’ Salvatore 22’ | Marcatori | 2’, 10’ Perrone |

| Benevento 19 dicembre 1948 13ª giornata | Benevento      | 0 – 0 | Catania | Stadio Gennaro Meomartini\| Arbitro: \| Calizza (Roma) \| |
| Arbitro:                                | Calizza (Roma) |       |         |                                                           |

| Arbitro: | Fidomanzo (Messina) |

|              |           |  |
| Porcelli 17’ | Marcatori |  |

| Catania 2 gennaio 1949 15ª giornata | Catania                         | 0 – 0 | Messina | Stadio Cibali\| Arbitro: \| Paudice (San Giorgio a Cremano) \| |
| Arbitro:                            | Paudice (San Giorgio a Cremano) |       |         |                                                                |

| Cosenza 9 gennaio 1949 16ª giornata | Catania              | 0 – 2 A tav. | Igea Virtus | Stadio Città di Cosenza\| Arbitro: \| De Angelis (Salerno) \| |
| Arbitro:                            | De Angelis (Salerno) |              |             |                                                               |

| Trapani 16 gennaio 1949 17ª giornata | Drepanum            | 0 – 0 | Catania | Campo "Aula"\| Arbitro: \| Fidomanzo (Messina) \| |
| Arbitro:                             | Fidomanzo (Messina) |       |         |                                                   |

| 30 gennaio 1949 18ª giornata |  | – Turno di riposo CATANIA |  |  |

#### Girone di ritorno
| Arbitro: | Jovine (Molfetta) |

|  |           |           |
|  | Marcatori | 62’ Cadei |

| Arbitro: | Arpaia (Roma) |

|                        |           |           |
| Ardesi 72’ Vornoli 89’ | Marcatori | 20’ Gullo |

| Cosenza 20 febbraio 1949 21ª giornata | Nocerina | 0 – 0 | Catania | Stadio Città di Cosenza\| Arbitro: \| Scalise \| |
| Arbitro:                              | Scalise  |       |         |                                                  |

| Arbitro: | Riolo (Palermo) |

|                                     |           |                 |
| Fusco 9’ Bossi 55’, 83’ Vornoli 88’ | Marcatori | 38’, 50’ Ragona |

| Catania 13 marzo 1949 23ª giornata | Catania             | 0 – 0 | Acireale | Stadio Cibali\| Arbitro: \| Fidomanzo (Messina) \| |
| Arbitro:                           | Fidomanzo (Messina) |       |          |                                                    |

| Arbitro: | Pera (Firenze) |

|             |           |           |
| Gennari 30’ | Marcatori | 56’ Bossi |

| Arbitro: | Malingher (Roma) |

|                 |           |              |
| Lanciaprima 36’ | Marcatori | 69’ Prevosti |

| Arbitro: | Leone (Palermo) |

|                    |           |  |
| Bossi 9’ Fusco 30’ | Marcatori |  |

| Arbitro: | Visconti (Roma) |

|                                                      |           |              |
| Bossi 25’ Fusco 33’, 83’ Cadei 35’ Prevosti 45’, 90’ | Marcatori | 89’ Dall'Ora |

| Catanzaro 17 aprile 1949 28ª giornata | Catanzaro     | 0 – 0 | Catania | Stadio Militare\| Arbitro: \| Arpaia (Roma) \| |
| Arbitro:                              | Arpaia (Roma) |       |         |                                                |

| Arbitro: | Corallo (Lecce) |

|  |           |              |
|  | Marcatori | 76’ Prevosti |

| Arbitro: | Quaranta (Bari) |

|                       |           |                  |
| Vornoli 27’ Fusco 31’ | Marcatori | 70’ (rig.) Lenzi |

| Arbitro: | Scalise (Roma) |

|          |           |  |
| Cadei 7’ | Marcatori |  |

| Arbitro: | Morielli (Genova) |

|             |           |  |
| Nespolo 85’ | Marcatori |  |

| Arbitro: | Mosca (Napoli) |

|                 |           |                  |
| Molon 6’ (aut.) | Marcatori | 78’ (rig.) Bossi |

| Messina 29 maggio 1949 34ª giornata | Igea Virtus         | 0 – 0 | Catania | Stadio Gazzi\| Arbitro: \| Lo Cascio (Palermo) \| |
| Arbitro:                            | Lo Cascio (Palermo) |       |         |                                                   |

| Arbitro: | Leone (Palermo) |

|                                 |           |              |
| Messora 14’ Prevosti 85’ (rig.) | Marcatori | 63’ Graziano |

| 19 giugno 1949 36ª giornata |  | – Turno di riposo CATANIA |  |  |

#### Spareggio promozione
| Arbitro: | Bellè (Venezia) |

|            |           |  |
| Fabbri 88’ | Marcatori |  |